# Olesicampe albispina
Olesicampe albispina är en stekelart som först beskrevs av Cameron 1886.  Olesicampe albispina ingår i släktet Olesicampe och familjen brokparasitsteklar. Inga underarter finns listade i Catalogue of Life.